# Les Collines-de-l’Outaouais
Les Collines-de-l’Outaouais ist eine regionale Grafschaftsgemeinde (französisch municipalité régionale de comté, MRC) in der kanadischen Provinz Québec.
Sie liegt in der Verwaltungsregion Outaouais und besteht aus sieben untergeordneten Verwaltungseinheiten. Die MRC wurde am 4. Dezember 1991 gegründet. Der Hauptort ist Chelsea. Die Einwohnerzahl beträgt 49.094 (Stand: 2016) und die Fläche 2.051,77 km², was einer Bevölkerungsdichte von 23,9 Einwohnern je km² entspricht.

## Gliederung
Gemeinde (municipalité)
- Cantley
- Chelsea
- L’Ange-Gardien
- La Pêche
- Notre-Dame-de-la-Salette
- Pontiac
- Val-des-Monts

## Angrenzende MRC und vergleichbare Gebiete
- La Vallée-de-la-Gatineau
- Papineau
- Gatineau
- Ottawa (in Ontario)
- Pontiac